# Diabeł na wieży
Diabeł na wieży (ang. Devil in the Belfry) – nowela Edgara Allana Poego, opublikowana po raz pierwszy 18 maja 1839 roku na łamach filadelfijskiej gazety Saturday Chronicle and Mirror of the Times.
Jest to satyryczna historia, wyśmiewająca prezydenta Stanów Zjednoczonych Martina Van Burena i jego metody wyborcze, poprzez kpiny z mieszkańców Vondervotteimittis, z ich mocno eksponowanymi holenderskimi cechami. To metodyczne, nudne i ciche małe miejsce jest zdruzgotane przybyciem diabelskiej postaci, grającej na ogromnych skrzypcach, która schodzi na dół prosto ze wzgórza, idzie do wieży z dzwonami i koniec końców zabija dzwonnika.

## Analiza
Historia może być rozumiana jako satyra o Nowym Jorku (pierwotnie zamieszkanego przez Holendrów), który został „zaatakowany” przez diabła, grającego na jego skrzypcach piosenkę zwaną Judy O'Flannagan and Paddy O'Rafferty – przykład archetypu nazwisk irlandzkich imigrantów.
Krytycy często porównują opowieść do innej nowojorskiej satyry pt. Historia Nowego Jorku napisanej przez Washingtona Irvinga pod pseudonimem Diedrich Knickerbocker.

## Ilustracje
Istnieje wiele znanych ilustracji do tej krótkiej opowieści. Jedna z nich to dzieło włoskiego artysty Alberto Martininiego, bardzo dokładnie przedstawiająca kluczowe momenty, druga natomiast, stworzona przez Belga Jamesa Enso, obrazuje przybycie nieznajomego do miasta.

## Adaptacje
Między latami 1908 a 1914 francuski kompozytor Claude Debussy pracował nad dwiema jednoaktowymi operami, jedną bazującą na Diable na wieży, a drugą na Zagładzie domu Usherów. Jednak powstało zaledwie 30 minut opery inspirowanej Zagładą domu Usherów, gdyż artysta zmarł. Odnośnie do adaptacji Diabła na wieży, mówił on, że chciał stworzyć „szczęśliwą mieszankę rzeczywistości i fantastyki”. Jego wizja diabła, mówił dalej, „położyłaby kres idei, że jest on duchem zła. Jest on po prostu duchem sprzeczności”. Postać diabła nie miała ani mówić ani śpiewać, a jedynie gwizdać.